# Aleksey Nikolayevich Kuropatkin
Aleksey Nikolaevich Kuropatkin (tiếng Nga: Алексей Николаевич Куропаткин, sinh ngày 17 tháng 3 năm 1848 - mất ngày 16 tháng 1 năm 1925) là Bộ trưởng Bộ chiến tranh Đế quốc Nga (1898-1904).

## Huân chương
- Huân chương Thánh Aleksandr Nevsky
- Huân chương Thánh George, Hạng 4
- Huân chương Thánh George, Hạng 3
- Huân chương Bạch Ưng
- Huân chương Thánh Vladimir Hạng 4
- Huân chương Thánh Vladimir Hạng 3
- Huân chương Thánh Vladimir Hạng 2
- Huân chương Thánh Stanislav Hạng 3
- Huân chương Thánh Stanislav Hạng 2
- Huân chương Thánh Stanislav Hạng 1
- Huân chương Thánh Anna Hạng 3
- Huân chương Thánh Anna Hạng 2
- Huân chương Thánh Anna Hạng 1
- Quân đoàn Danh dự, Hiệp sĩ, (Pháp)
- Huân chương Ngôi sao Romania
- Huân chương Thánh Aleksandr

### Sách
- Alfred Knox. General Kuropatkin. The Slavonic Review, Vol. 4, No. 10 (Jun., 1925), pp. 164–168
- Kowner, Rotem (2006). "Historical Dictionary of the Russo-Japanese War". Scarecrow. 620pp. ISBN 0-8108-4927-5
- Kashgaria, Eastern Or Chinese Turkistan: Historical and Geographical Sketch of the Country, Its Military Strength, Industries, and Trade. By Aleksei Nikolaevich Kuropatkin. Translated by Walter Edward Gowan. Published by Thacker, Spink and Co., 1882
  - Kessinger Publishing. 2004. ISBN 1-4179-1928-0.
  - McCutchen Press. 2008. ISBN 1-4086-7524-2.
- The Russian Army and the Japanese War: Being Historical and Critical Comments on the Military Policy and Power of Russia and on the Campaign in the Far East. By Aleksei Nikolaevich Kuropatkin. Translated by Alexander Bertram Lindsay. E.P. Dutton, 1909. Volume I Volume II
- Connaughton, R.M (1988). The War of the Rising Sun and the Tumbling Bear—A Military History of the Russo-Japanese War 1904–5, London, ISBN 0-415-00906-5.
- Jukes, Geoffry. The Russo-Japanese War 1904–1905. Osprey Essential Histories. (2002). ISBN 978-1-84176-446-7.
- Warner, Denis & Peggy. The Tide at Sunrise, A History of the Russo-Japanese War 1904–1905. (1975). ISBN 0-7146-5256-3.